# The Ruse (film 1915)
The Ruse è un cortometraggio muto del 1915 diretto da William H. Clifford e William S. Hart. È conosciuto anche con i titoli alternativi Square Deal Man o A Square Deal.

## Produzione
Il film fu prodotto da Thomas H. Ince per la Broncho Film Company e la New York Motion Picture.

## Distribuzione
Distribuito dalla Mutual, il film - un cortometraggio in due bobine - uscì nelle sale cinematografiche statunitensi il 14 luglio 1915.
Copie della pellicola sono conservate negli archivi della Library of Congress di Washington, in quelli del Museum of Modern Art di New York e nella Blackhawk Films collection dei Film Preservation Associates.